# Drepanophiletis hypocaloides
Drepanophiletis hypocaloides là một loài bướm đêm trong họ Noctuidae.